# Naza
Cet article concerne le chanteur français. Pour le conglomérat malaisien, voir Naza (entreprise).
Naza, de son vrai nom Jean-Désiré Sosso Dzabatou, né le 26 mai 1993 à Amiens, dans la Somme, est un chanteur et rappeur français. 
Lors d'une interview accordée à RMC Sport en décembre 2020, il déclare avoir choisi le nom de scène "Naza" en référence au footballeur brésilien Ronaldo (R9) dont le nom complet est Ronaldo Luís Nazário de Lima et qui a marqué le chanteur lors de sa jeunesse.

## Biographie

### Jeunesse
Né à Amiens le 26 mai 1993, Naza est originaire de Creil, dans l'Oise. D'ascendance de la République du Congo, il réside avec ses parents à Creil, jusqu'à ses six ans, avant d'emménager à Nogent-sur-Oise, une ville voisine.

### Carrière musicale

#### Révélation au grand public (2015-2016)
En mai 2015, il signe chez Bomayé Musik, le label de Youssoupha et sort le titre Gros gras. C'est le titre On est équipé avec le chanteur et rappeur français KeBlack qui va le faire connaître musicalement.
Fort de son nouveau succès, Naza dévoile tour à tour les titres Tout pour la money, Fais ta mala avec KeBlack, Tout pour la street avant de sortir son premier EP Tout pour la street. Le projet comporte six titres et offre quatre collaborations avec KeBlack (deux fois), Youssoupha, Niska et DJ Mike One.

#### Incroyable(2017)
En juillet 2017, Naza publie la chanson MMM (Mouiller le Maillot et Mailler) qui remporte un grand succès et sera single de platine en France. Deux mois après la sortie de MMM, il sort Sac à dos qui remporte aussi un grand succès et sera disque d’or.
Le 29 septembre 2017, Naza sort son premier album studio : Incroyable. Ce premier album s'écoule à 8 561 exemplaires dès la première semaine. Le premier album de Naza est certifié disque d'or en février 2018, puis disque de platine en août 2020.

#### C'est la loi(2018)
Le 11 avril 2018, il dévoile la tracklist de son prochain album C'est la loi, sorti le 4 mai 2018. L'album est certifié disque d'or le 25 janvier 2019.
Trois semaines après la sortie de C'est la loi, Naza annonce la préparation d'un concert à l'Olympia pour le 30 octobre 2018.

#### Bénef(2019)
Le 1er février 2019, il sort le clip Bénéf. Le 14 février 2019, il sort le single Chaud lapin.
Le 22 février 2019, il publie le clip Je m'en bats les couilles. Sept jours avant la sortie de l'album, il publie le clip Million de dollars avec le groupe 4Keus.
L'album gratuit Bénef sort le 22 mars 2019. Il y collabore notamment avec 4Keus, Youssoupha, KeBlack et Joé Dwèt Filé.

#### Gros bébéetLe classico organisé(2020-2021)
Le 13 novembre 2020 paraît Gros bébé, son quatrième album studio contenant seize titres et cinq featurings avec Heuss l'Enfoiré, KeBlack, Niska, RK et SCH. Une semaine après sa sortie, l'album totalise 7 448 ventes. Un mois après sa sortie, Naza sort une Édition Noël comportant quatre titres supplémentaires. En mai 2021, l'album est certifié disque d'or.
En novembre 2021, il participe au projet collectif Le classico organisé, à l'initiative de Jul réunissant plus de 150 rappeurs des Bouches-du-Rhône et d'Île-de-France.

#### BIG Daddy (Vol. 1)(2022-)
Le 24 juin 2022, Naza sort la mixtape Big Daddy, vol. 1, après en avoir fait la promotion avec les singles Bibi avec Negrito et OG. Elle compte seize titres dont huit collaborations avec notamment Soolking, Fally Ipupa, Koba LaD, Hornet La Frappe et DA Uzi.

### Carrière sur internet
Naza est propriétaire d'un club d'esport nommé Naza Esport.
Le 19 janvier 2025, il participe au match de football caritatif Stream For Humanity de Amine.

### Vie privée
Le 20 avril 2025, une enquête pour extorsion a été ouverte pour « association de malfaiteurs » et « extorsion en bande organisée » à la suite de menaces reçues de la part de personnes se revendiquant de la DZ Mafia réclamant 300 000 euros au rappeur Naza et à son manager sous peine de mettre le feu à un de ses concerts.

## Discographie
Naza a obtenu un disque de platine et trois disques d'or en France. Le rappeur a aussi reçu six singles d'or, trois singles de platine et deux singles de diamant.

### Collaborations
- 2015 : KeBlack & Naza - Comment
- 2015 : KeBlack & Naza - Où t'étais ?
- 2015 : KeBlack & Naza - On est équipés
- 2015 : Coolax feat. KeBlack, GLK & Naza - MSLB
- 2016 : Fababy feat. KeBlack & Naza - Physio
- 2016 : Youssoupha, Sam's & Naza - Pardonner (sur la bande originale du film La Pièce)
- 2017 : KeBlack feat. Naza & Mister You - Soumis (sur l'album Premier Étage)
- 2017 : DJ Erise feat. Naza - C'est important (sur l'album Rizer)
- 2017 : Barack Adama feat. KeBlack & Naza - Personne pour rattraper l'autre (sur l'album La Propagande, Saison 1)
- 2017 : BMYE feat. Naza, KeBlack Youssoupha, Hiro, Jaymax VI & DJ Myst - Pourquoi chérie
- 2017 : DJ Hamida feat. KeBlack & Naza - On coffre (sur la compilation À la bien mix party 2017)
- 2017 : DJ Leska feat. Naza & Vegedream - Enfumé
- 2017 : Fally Ipupa feat. KeBlack & Naza - Mannequin (sur l'album Tokooos)
- 2017 : BMYE feat. Naza, KeBlack, Youssoupha, Hiro, Jaymax VI & DJ Myst - La danse du matin
- 2017 : Abou Debeing feat. Naza - Obligé
- 2018 : Lartiste & Naza - Attache ta ceinture (sur la bande originale du film Taxi 5)
- 2018 : Aya Nakamura & Naza - Cadeau (sur la compilation Game Over)
- 2018 : KeBlack feat. Naza - On se pose des questions (sur l'album Appartement 105)
- 2018 : GLK feat. Naza - Allez
- 2018 : Dadju feat. Alonzo, MHD, Naza & Vegedream - Sans thème [Remix] (sur la réédition de l'album Gentleman 2.0)
- 2019 : Landy feat. Naza - On a ça (sur l'album Assa Baing)
- 2019 : Eva feat. KeBlack & Naza - Kitoko (sur l'album Queen)
- 2019 : Leto feat. Naza & Tiakola - Kiffe la mode (sur l'album Trap$tar 2)
- 2019 : Black M & Naza - Des barres (sur la compilation Game Over Vol. 2)
- 2019 : Kalash Criminel feat. Naza, Black M & Douma - Ça va ma chérie [Remix] (sur la réédition de l'album La fosse aux lions)
- 2019 : Gradur feat. Naza - Ma petite (sur l'album Zone 59)
- 2020 : Marwa Loud feat. Naza - Allez les gros (sur l'album Again)
- 2020 : DJ Erise feat. Naza - Monte en l'air
- 2020 : Dinor Rdt feat. Naza - Minimum
- 2020 : Bramsito feat. Naza - Tokarev (sur l'album Losa)
- 2020 : Eva feat. Naza - Cendrillon (sur l'album Feed)
- 2020 : Fally Ipupa feat. Naza - Oza yanga (sur l'album Tokooos II)
- 2021 : Mister V feat. Naza - Le tour (Sur la réédition de l'album MVP)
- 2021 : Jok'Air feat. Naza - Oh Nana
- 2021 : Nahir feat. Naza - Oublier (sur la réédition de la mixtape Intégral)
- 2021 : Gims feat. Naza - Ça fait mal (sur la réédition de l'album Le Fléau)
- 2021 : Joé Dwèt Filé feat. Naza - Chérie coco (sur l'album Calypso)
- 2021 : L'Algérino feat. Naza - Number One (sur l'album Moonlight)
- 2021 : Elams, Naza, Tayc, Jul, Vegedream, Naps, Lynda, Saf, Thabiti - Cœur de pirate (sur l'album Le Classico organisé)
- 2021 : Kanoé feat. Naza - Bonkasa  (Sur l'album Mauvaise graine)
- 2021 : Dr. Yaro & La Folie feat. Naza - CDVV
- 2022 : 4.4.2, Tayc, Soolking feat. Jul, Naza - Va bene
- 2022 : Gambino La MG feat. Naza - Bébé
- 2023 : Benab feat. Naza - Didi (sur l'album Drapeau blanc)
- 2024 : Dadi feat. Naza - Ma Life (Sur l’album/EP TPLM)
- 2025: Youka feat. Naza - Tchoutchou
- 2025: Gaëlle feat. Naza - Guantanamo